# Rebecca Rippon
Rebecca Marie Rippon (Chester Hill, 26 de dezembro de 1978) é uma jogadora de polo aquático australiana, medalhista olímpica.

## Carreira
Rebecca Rippon fez parte dos elencos medalha de bronze de Pequim 2008.